# Walter Ricci
Walter Ricci (Pesaro, Itàlia, 5 de febrer de 1946) va ser un ciclista italià de naixement, però nacionalitzat francès el 1957, que fou professional entre 1968 i 1972. Els seus principals èxits esportius foren la victòria al Gran Premi del Midi Libre de 1970 i la París-Bourges de 1971.

## Palmarès
- 1969
  - 1r a Meymac
- 1970
  - 1r al Gran Premi del Midi Libre
- 1971
  - 1r a la París-Bourges
- 1977
  - 1r a la Ronda de l'Oise

### Resultats al Tour de França
- 1970. 51è de la classificació general
- 1972. 27è de la classificació general